# Comuna de Mędrzechów

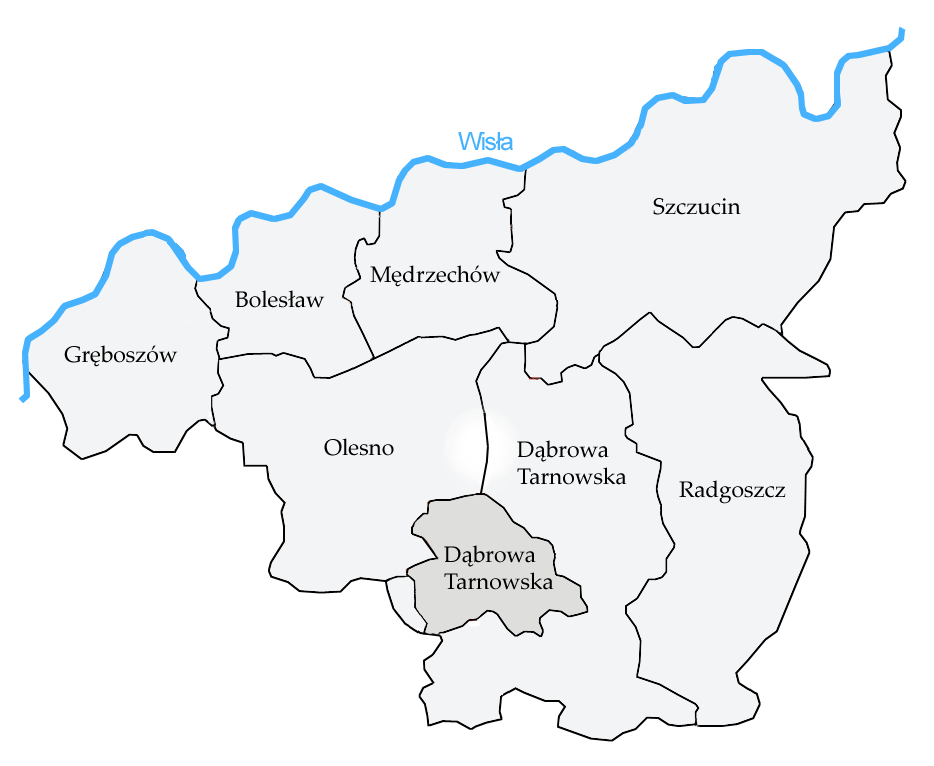

Mędrzechów (polaco: Gmina Mędrzechów) é uma gminy (comuna) na Polónia, na voivodia de Pequena Polónia e no condado de Dąbrowski. A sede do condado é a cidade de Mędrzechów.
De acordo com os censos de 2004, a comuna tem 3650 habitantes, com uma densidade 83,6 hab/km².

## Área
Estende-se por uma área de 43,67 km², incluindo:
- área agricola: 73%
- área florestal: 12%

## Demografia
Dados de 30 de Junho 2004:
|                      | Total   | Total | Mulheres | Mulheres | Homens  | Homens |
| -------------------- | ------- | ----- | -------- | -------- | ------- | ------ |
|                      | pessoas | %     | pessoas  | %        | pessoas | %      |
| População            | 3650    | 100   | 1855     | 50,8     | 1795    | 49,2   |
| Densidade (pop./km²) | 83,6    | 100   | 42,5     | 42,5     | 41,1    | 41,1   |

De acordo com dados de 2002, o rendimento médio per capita ascendia a 1265,77 zł.

## Subdivisões
- Grądy, Kupienin, Mędrzechów, Odmęt, Wola Mędrzechowska, Wójcina, Wólka Grądzka.

## Comunas vizinhas
- Bolesław, Dąbrowa Tarnowska, Nowy Korczyn, Olesno, Pacanów, Szczucin.